# تسیرکوو
تسیرکوو (به آلمانی: Zirkow) یک شهر در آلمان است که در فرپومرن-روگن واقع شده‌است. تسیرکوو ۷۱۰ نفر جمعیت دارد.